# Javier Álvarez Alonso
Javier Álvarez Alonso (Oviedo, España, 3 de noviembre de 1949) es un exfutbolista español que se desempeñaba como centrocampista. y que jugó durante 12 temporadas en el Real Oviedo, 3 en la Primera División española, una en 2ªB y el resto en la Segunda División en los años 60 y 70 del siglo XX. Terminó su carrera futbolística en el Linares CF

## Clubes
| Club          | País   | Año       | Categoría          | Partidos | Goles |
| ------------- | ------ | --------- | ------------------ | -------- | ----- |
| Real Oviedo   | España | 1968-1972 | Segunda División   | 103      | 10    |
| Real Oviedo   | España | 1972-1974 | Primera División   | 60       | 1     |
| Real Oviedo   | España | 1974-1975 | Segunda División   | 32       | 2     |
| Real Oviedo   | España | 1975-1976 | Primera División   | 22       | 3     |
| Real Oviedo   | España | 1976-1978 | Segunda División   | 61       | 1     |
| Real Oviedo   | España | 1978-1979 | Segunda División B | 32       | 6     |
| Real Oviedo   | España | 1979-1980 | Segunda División   | 13       | 0     |
| Linares C. F. | España | 1980-1981 | Segunda División   | 3        | 0     |